# I can't breathe
I can't breathe（アイ・キャント・ブリーズ、日本語: 息ができない）は、アメリカ合衆国のブラック・ライヴズ・マター運動と関連付けられるスローガン。白人警官による過剰な力の結果、逮捕中に窒息死した2人のアフリカ系アメリカ人男性、2014年のエリック・ガーナー、2020年のジョージ・フロイド、それぞれが発した言葉から派生したフレーズは、アメリカ合衆国における警察の暴力行為に対する抗議として使用されている。

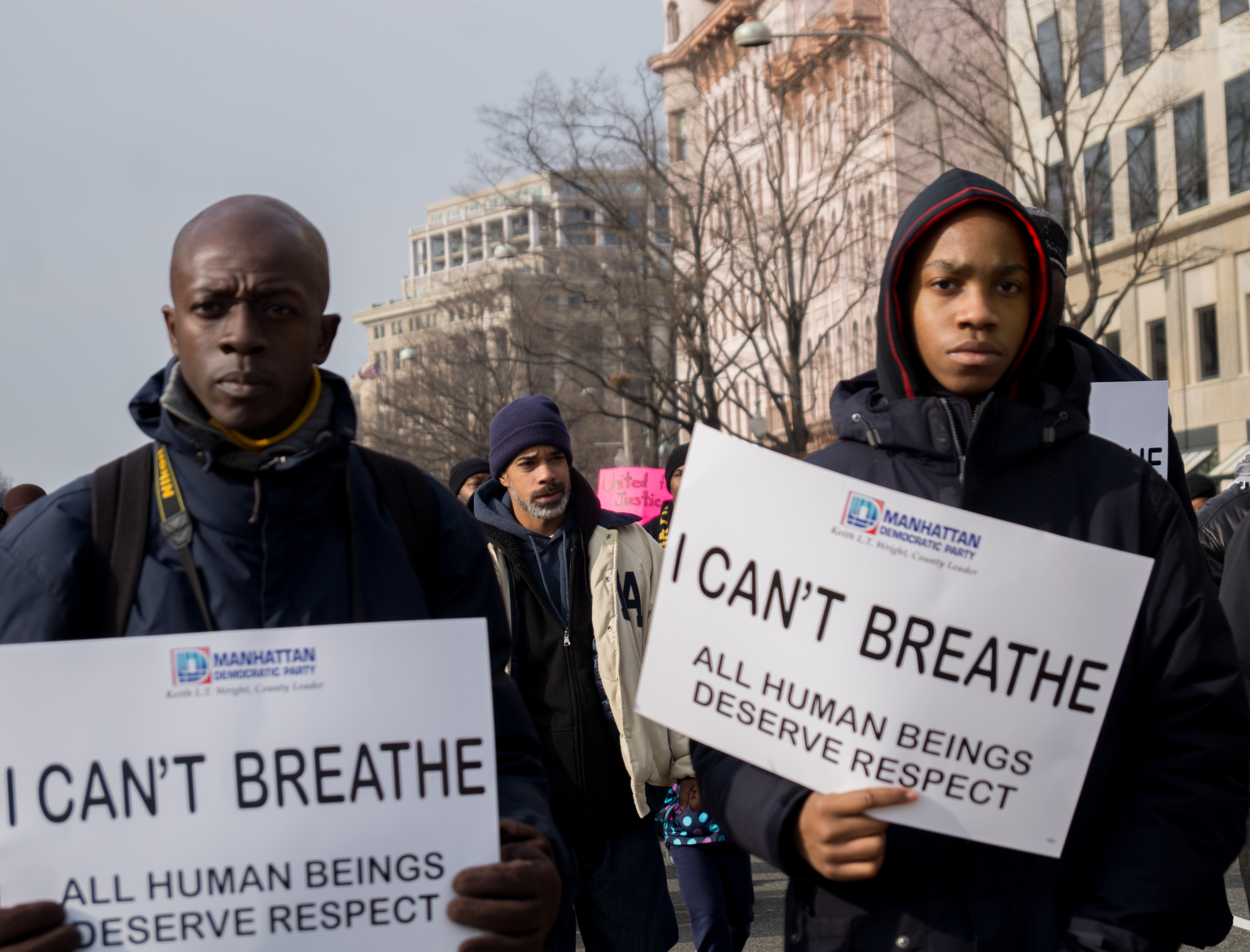
すべての行進への正義と警察の暴力に対する全国的な行進
ワシントンD.C. 2014年12月

特に、後者に端を発する2020年の世界的に広がった抗議運動については、偶然の産物ながらもマーティン・ルーサー・キング・ジュニアの有名な「I Have a Dream」と韻を踏んでいることや彼の率いたアフリカ系アメリカ人公民権運動に匹敵する規模であるとの評価などから、「I Have a Dream」と並べて引用する論評が多くみられる。

## エリック・ガーナー
この言葉の由来は、2014年7月にニューヨーク市警察の警官によって首を絞められたエリック・ガーナーが死亡したことにある。複数の警官に拘束されたガーナーの映像には、意識を失う前に11回も「息ができない」と発していたことが記録されていた。このスローガンは、2014年12月にガーナーの首を絞めて死亡させた警官が無罪判決を受けた後、判決に対する抗議の声が広がる中で人気が飛躍的に上昇した。ハッシュタグ「#ICantBreathe」は、アマチュアやプロのアスリートからの連帯の表明もあり、その月の内に130万回以上ツイートされた。

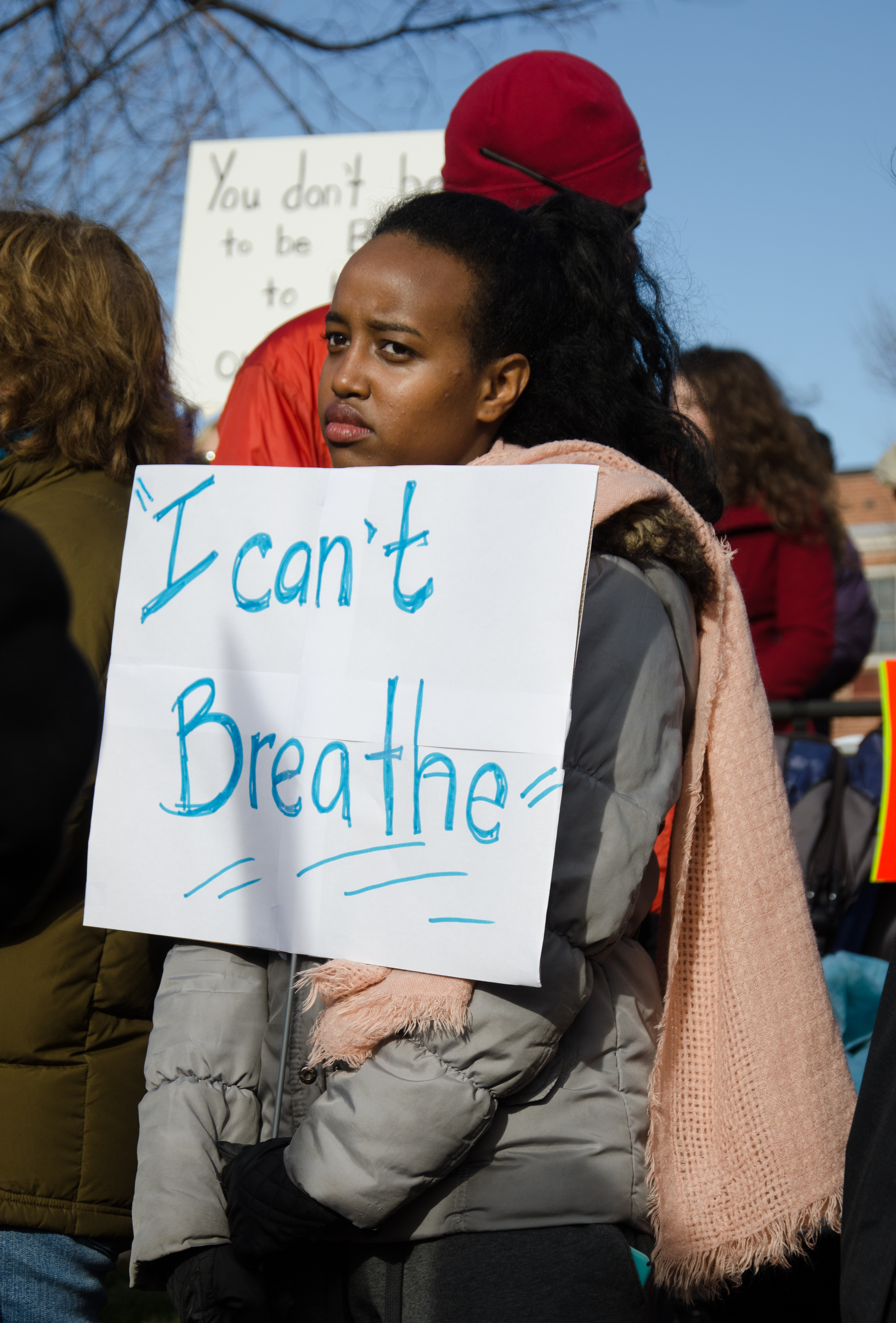
マサチューセッツ州 バーリン
2014年12月

アスリートらによる最初の表明は、ノートルダム大学のノートルダム・ファイティング・アイリッシュ・ウーマンズ・バスケットボールチームが、12月13日の試合のウォーミングアップ中に「息ができない」と描かれたTシャツを着たときであった。ナショナル・フットボール・リーグ (NFL) とナショナル・バスケットボール・アソシエーション (NBA) の選手ら、特にレブロン・ジェームズは「息ができない」とプリントされた服を着ていた。ジェームズは批判も浴びたが、バラク・オバマ大統領は「レブロンは正しいことをしたと思う... 我々はモハメド・アリやアーサー・アッシュ、ビル・ラッセルが意識を高めるために果たした役割を忘れている」と述べてジェームズの行動を擁護した。12月下旬、カリフォルニア州メンドシーノにあるフォート・ブラッグ統一学区の教員は、高校で行われる3日間のバスケットボール大会の前に「息ができない」と描かれたTシャツを着用することを禁止した。関連して、アメリカ自由人権協会は学生たちを支持する手紙を書いた。
イェール・ブック・オブ・クォーテーションズの編集者であるフレッド・R・シャピロは、2014年の最も注目すべき引用語として「息ができない」を選んだ。シャピロはその瞬間だけの言葉ではなく、「現実的で永続的な影響を持つ言葉」なのだと述べた。グレース・ジ＝サン・キム教授とジェシー・ジャクソン牧師は2014年12月のオピニオン記事にて、この言葉は「非武装のアフリカ系アメリカ人が殺害されたことに抗議し、これらを起訴しない制度に異議を唱え、より大きな平等を求める人々のために、ソーシャルメディアや街頭にいる人々のスローガンとなっている」と書いた。
言語学者のベン・ジマーはこれを、2014年のマイケル・ブラウン射殺事件に端を発する「手を挙げて撃つな」や、より古い「正義も平和もない」などの同様のスローガンになぞらえた。ジマーはそれを「独特で強力な叫び声」と呼び、「同じことをしている他の何千人もの人々に囲まれる中で、『息ができない』という言葉を口にすることは、強烈な共感と連帯感のある行為である」と指摘した。ジマーによれば、「We can't breathe」（我々は息ができない）という変化形では、この言葉は社会的な変化に対し向けられ、より比喩的になるとしている。「正義は息ができない」や「我々の民主主義は呼吸することができない」などの抗議の看板に見られる言葉は、ガーナーの死の状況以外においては完全に意味がなくなっている。
アラバマ大学のジョシュア・D・ロスマンは、「I can't breathe」Tシャツのようなファッションは、「相手からは安っぽいジェスチャーや煽りだとして、反対派から簡単に否定されることが多い」と指摘している。しかし、18世紀後半から19世紀初頭にジョサイア・ウェッジウッドがブレスレットや髪飾り用に作った「私は男でも兄弟でもないのか？」というカメオが流行し、それに続いてアメリカ合衆国における奴隷制度廃止運動において最も広く使用されたシンボルとして、膝をついている奴隷像がさまざまな製品に取り入れられたことを分析して、ロスマンは「政治的な大義のために勢いをつけ、ファッションの価値と意義を過小評価してはならない」と主張した。
2016年10月、ニューヨーク・タイムズは、問題を抱えた青少年のための治療センターで、スタッフによって窒息死させられた17歳の少年の死を報じた。タイムズは、少年が黙り込んでしまう前に「離して、息ができない」と叫んだことに焦点を当て、エリック・ガーナーと明確に類似する描写を行った。

### 反発
2014年12月19日、ニューヨーク市警察の支持者らは「ニューヨーク市警察のおかげで息ができます」と書かれた黒いパーカーを着てデモを行い、反対派に向かって「逮捕に抵抗するな！」と叫んだ。これとは別に、インディアナ州ミシャワカの警察官のジェイソン・バーセルが制作した、「呼吸は簡単: 法を破るな」とプリントし、オンラインで販売したシャツが批判を浴びた。バーセルは、「法を破れば、残念だが何かしらそのつけを払うことになるだろうし、その中には綺麗ではないものもあるだろう」と述べた。インディアナ州サウスベンド市議会の議員らは、当時の市長で将来のアメリカ大統領候補だったピート・ブティジェッジに対し、バーセルのユニフォーム・ビジネスとの将来の契約を禁じるための協力を求めた。ブティジェッジの政敵であるヘンリー・デイヴィス・ジュニア氏は、「彼はそのことに触れることを拒否したのですが、触れてみると双方の意見が一致していたのです」と答えている。

## ジョージ・フロイド

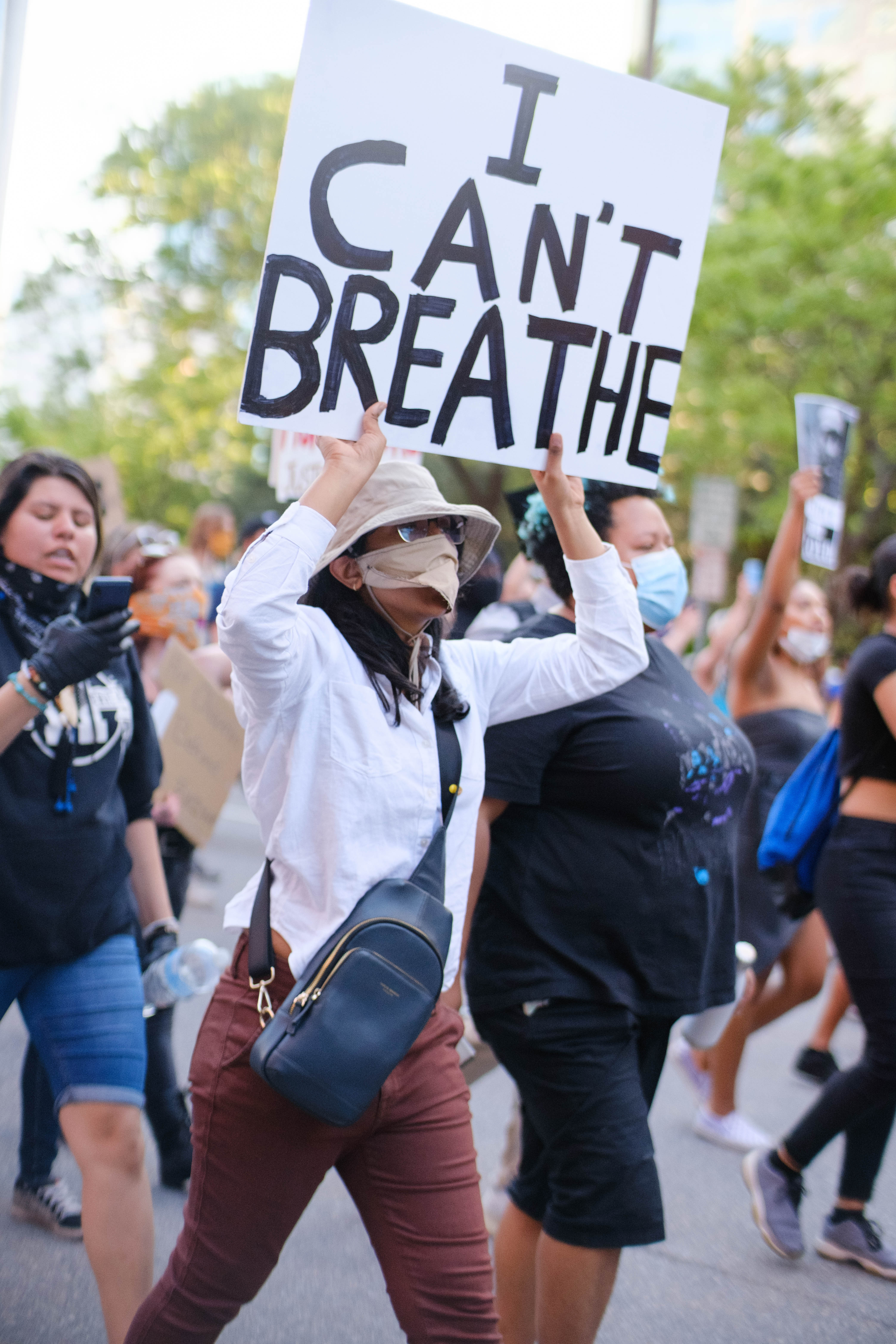
ミネアポリス
2020年4月28日

2020年5月、ミネアポリス警察のデレク・ショビン巡査は、ジョージ・フロイドの首の後ろに8分46秒間膝をついて圧迫して死亡させた。フロイドはこの事件を記録した映像の中で、「I can't breathe」と繰り返し発していた。警官はフロイドの呼吸について懸念する傍観者がいたにもかかわらず、フロイドの反応がなくなった後の2分53秒の間も拘束を続けた。「I can't breathe」は、その後の全国規模の抗議活動のスローガンとなった。抗議活動の参加者らは、それをシュプレヒコールする言葉として採用した。アメリカ大統領候補のジョー・バイデンは、6月2日に行われたジョージ・フロイドの死と抗議活動に関する初めての公開演説で、「息ができない。息ができない。ジョージ・フロイドの最後の言葉です。しかし、彼らは彼と一緒に死ななかった。彼らの声はまだ聞こえている。彼らはこの国中で鳴り響いている」と述べた。同日、バイアコムCBSネットワークは番組を中断し、8分46秒間にわたって黒い画面に「I can't breathe」という文字が表示された。